# All England 1980
Die All England 1980 im Badminton fanden vom 19. bis zum 23. März 1980 in London statt. Vom 15. bis zum 17. März fand in Wimbledon eine Qualifikation für das Hauptturnier statt. Es war die 70. Auflage dieser Veranstaltung.

## Austragungsort
- Wembley Arena

## Finalresultate
| Disziplin    | Sieger                   | Finalist                         | Ergebnis           |
| ------------ | ------------------------ | -------------------------------- | ------------------ |
| Herreneinzel | Prakash Padukone         | Liem Swie King                   | 15–3, 15–10        |
| Dameneinzel  | Lene Køppen              | Verawaty                         | 11–2, 11–6         |
| Herrendoppel | Tjun Tjun Johan Wahjudi  | Ray Stevens Mike Tredgett        | 10–15, 15–9, 15–10 |
| Damendoppel  | Gillian Gilks Nora Perry | Yoshiko Yonekura Atsuko Tokuda   | 11–15, 15–7, 15–6  |
| Mixed        | Mike Tredgett Nora Perry | Christian Hadinata Imelda Wiguna | 18–13, 15–10       |

## Herreneinzel

### Setzliste
1-2  Morten Frost

1-2  Liem Swie King

### 1. Runde
- Liem Swie King –  Nick Yates: 	15-7 / 15-12
- David Hunt –  Ray Rofe: 	15-2 / 15-10
- Gert Helsholt –  Toshihiro Tsuji: 	15-5 / 15-8
- Ho Khim Soon –  Chung Tsung-lieh: 	15-5 / 18-15
- Thomas Kihlström –  Kevin Jolly: 	15-11 / 15-12
- Pat Tryon –  Razif Sidek: 	15-13 / 15-3
- Sanat Misra –  Karl-Heinz Zwiebler: 	15-11 / 7-15 / 18-15
- Mikio Ozaki –  David deBelle: 	15-10 / 15-5
- Flemming Delfs –  Paul Kong: 	15-5 / 15-5
- Steve Baddeley –  Charlie Gallagher: 	17-14 / 15-4
- Misbun Sidek –  Jens Peter Nierhoff: 	15-11 / 15-5
- Michael Wilks –  Ulrich Rost: 	15-12 / 15-3
- Lius Pongoh –  Tor Sundberg: 	15-9 / 15-4
- Andy Goode –  Partho Ganguli: 	15-5 / 18-14
- Torben Nielsen –  Paul Johnson: 	15-6 / 15-10
- Masao Tsuchida –  Roy Díaz González: 	15-17 / 15-9 / 18-17
- Svend Pri –  Martin Dew: 	15-7 / 15-8
- Kinji Zeniya –  Torbjörn Pettersson: 	15-10 / 15-4
- Rob Ridder –  Mark Harry: 	17-14 / 15-5
- Paul Whetnall –  Jean Pierre Bauduin: 	15-3 / 15-5
- Yoshitaka Iino –  Billy Gilliland: 	15-10 / 9-15 / 17-14
- Hadiyanto –  Mogens Neergaard: 	15-2 / 15-1
- Abu Bakar Sufian –  Ulf Johansson: 	7-15 / 15-11 / 15-7
- Prakash Padukone –  Brian Wallwork: 	15-9 / 15-3
- Kenneth Larsen –  Gerry Asquith: 	15-5 / 15-7
- Hiroyuki Hasegawa –  Gary Scott: 	15-9 / 15-10
- Sture Johnsson –  Syed Modi: 	18-14 / 12-15 / 17-14
- Dhany Sartika –  Steen Fladberg: 	11-15 / 15-5 / 18-16
- Hwang Chien-tung –  Peter Whiting: 	15-5 / 15-10
- Saw Swee Leong –  Petter Thoresen: 	7-15 / 15-10 / 15-11
- Hastomo Arbi –  Michael Schnaase: 	15-10 / 10-15 / 15-3
- Morten Frost –  Ray Stevens: 	15-3 / 15-8

### Sektion 1
|  | 2. Runde | 2. Runde          | 2. Runde | 2. Runde | 2. Runde |  |  | Achtelfinale | Achtelfinale      | Achtelfinale | Achtelfinale | Achtelfinale |  |  | Viertelfinale    | Viertelfinale | Viertelfinale | Viertelfinale | Viertelfinale |  |  | Halbfinale | Halbfinale | Halbfinale | Halbfinale | Halbfinale |
|  |          |                   |          |          |          |  |  |              |                   |              |              |              |  |  |                  |               |               |               |               |  |  |            |            |            |            |            |
|  |          | Prakash Padukone  | 15       | 15       |          |  |  |              |                   |              |              |              |  |  |                  |               |               |               |               |  |  |            |            |            |            |            |
|  |          | Abu Bakar Sufian  | 7        | 12       |          |  |  |              | Prakash Padukone  | 15           | 15           |              |  |  |                  |               |               |               |               |  |  |            |            |            |            |            |
|  |          | Hadiyanto         | 15       | 15       |          |  |  |              | Hadiyanto         | 0            | 10           |              |  |  |                  |               |               |               |               |  |  |            |            |            |            |            |
|  |          | Yoshitaka Iino    | 2        | 9        |          |  |  |              |                   |              |              |              |  |  | Prakash Padukone | 15            | 15            |               |               |  |  |            |            |            |            |            |
|  |          | Svend Pri         | 15       | 17       | 15       |  |  |              |                   |              |              |              |  |  | Svend Pri        | 4             | 4             |               |               |  |  |            |            |            |            |            |
|  |          | Kinji Zeniya      | 6        | 18       | 12       |  |  |              | Svend Pri         | 15           | 14           | 15           |  |  |                  |               |               |               |               |  |  |            |            |            |            |            |
|  |          | Paul Whetnall     | 15       | 18       |          |  |  |              | Paul Whetnall     | 7            | 15           | 10           |  |  |                  |               |               |               |               |  |  |            |            |            |            |            |
|  |          | Rob Ridder        | 9        | 17       |          |  |  |              |                   |              |              |              |  |  | Prakash Padukone | 15            | 15            |               |               |  |  |            |            |            |            |            |
|  |          | Morten Frost      | 17       | 18       |          |  |  |              |                   |              |              |              |  |  | Morten Frost     | 8             | 10            |               |               |  |  |            |            |            |            |            |
|  |          | Hastomo Arbi      | 14       | 15       |          |  |  |              | Morten Frost      | 15           | 15           |              |  |  |                  |               |               |               |               |  |  |            |            |            |            |            |
|  |          | Hwang Chien-tung  | 6        | 15       | 17       |  |  |              | Hwang Chien-tung  | 5            | 4            |              |  |  |                  |               |               |               |               |  |  |            |            |            |            |            |
|  |          | Saw Swee Leong    | 15       | 8        | 15       |  |  |              |                   |              |              |              |  |  | Morten Frost     | 15            | 15            |               |               |  |  |            |            |            |            |            |
|  |          | Dhany Sartika     | 11       | 15       | 15       |  |  |              |                   |              |              |              |  |  | Dhany Sartika    | 3             | 6             |               |               |  |  |            |            |            |            |            |
|  |          | Sture Johnsson    | 15       | 12       | 11       |  |  |              | Dhany Sartika     | 13           | 15           | 18           |  |  |                  |               |               |               |               |  |  |            |            |            |            |            |
|  |          | Hiroyuki Hasegawa | 13       | 15       | 15       |  |  |              | Hiroyuki Hasegawa | 15           | 3            | 15           |  |  |                  |               |               |               |               |  |  |            |            |            |            |            |
|  |          | Kenneth Larsen    | 15       | 2        | 9        |  |  |              |                   |              |              |              |  |  |                  |               |               |               |               |  |  |            |            |            |            |            |

### Sektion 2
|  | 2. Runde | 2. Runde            | 2. Runde | 2. Runde | 2. Runde |  |  | Achtelfinale | Achtelfinale     | Achtelfinale | Achtelfinale | Achtelfinale |  |  | Viertelfinale    | Viertelfinale | Viertelfinale | Viertelfinale | Viertelfinale |  |  | Halbfinale | Halbfinale | Halbfinale | Halbfinale | Halbfinale |
|  |          |                     |          |          |          |  |  |              |                  |              |              |              |  |  |                  |               |               |               |               |  |  |            |            |            |            |            |
|  |          | Liem Swie King      | 15       | 15       |          |  |  |              |                  |              |              |              |  |  |                  |               |               |               |               |  |  |            |            |            |            |            |
|  |          | David Hunt          | 2        | 2        |          |  |  |              | Liem Swie King   | 15           | 15           |              |  |  |                  |               |               |               |               |  |  |            |            |            |            |            |
|  |          | Gert Helsholt       | 17       | 15       |          |  |  |              | Gert Helsholt    | 9            | 4            |              |  |  |                  |               |               |               |               |  |  |            |            |            |            |            |
|  |          | Ho Khim Soon        | 14       | 11       |          |  |  |              |                  |              |              |              |  |  | Liem Swie King   | 15            | 15            |               |               |  |  |            |            |            |            |            |
|  |          | Thomas Kihlström    | 15       | 15       |          |  |  |              |                  |              |              |              |  |  | Thomas Kihlström | 9             | 7             |               |               |  |  |            |            |            |            |            |
|  |          | Torben Nielsen      | 8        | 9        |          |  |  |              | Thomas Kihlström | 15           | 18           |              |  |  |                  |               |               |               |               |  |  |            |            |            |            |            |
|  |          | Mikio Ozaki         | 15       | 15       |          |  |  |              | Mikio Ozaki      | 8            | 16           |              |  |  |                  |               |               |               |               |  |  |            |            |            |            |            |
|  |          | Sanat Misra         | 2        | 2        |          |  |  |              |                  |              |              |              |  |  | Liem Swie King   | 15            | 15            |               |               |  |  |            |            |            |            |            |
|  |          | Flemming Delfs      | 15       | 15       |          |  |  |              |                  |              |              |              |  |  | Flemming Delfs   | 5             | 8             |               |               |  |  |            |            |            |            |            |
|  |          | Steve Baddeley      | 5        | 11       |          |  |  |              | Flemming Delfs   | 13           | 15           | 15           |  |  |                  |               |               |               |               |  |  |            |            |            |            |            |
|  |          | Misbun Sidek        | 15       | 15       |          |  |  |              | Misbun Sidek     | 15           | 4            | 4            |  |  |                  |               |               |               |               |  |  |            |            |            |            |            |
|  |          | Michael Wilks       | 5        | 12       |          |  |  |              |                  |              |              |              |  |  | Flemming Delfs   | 15            | 15            |               |               |  |  |            |            |            |            |            |
|  |          | Lius Pongoh         | 15       | 15       |          |  |  |              |                  |              |              |              |  |  | Lius Pongoh      | 8             | 4             |               |               |  |  |            |            |            |            |            |
|  |          | Andy Goode          | 9        | 7        |          |  |  |              | Lius Pongoh      | 15           | 15           |              |  |  |                  |               |               |               |               |  |  |            |            |            |            |            |
|  |          | Masao Tsuchida      | 15       | 15       |          |  |  |              | Masao Tsuchida   | 9            | 13           |              |  |  |                  |               |               |               |               |  |  |            |            |            |            |            |
|  |          | Jens Peter Nierhoff | 10       | 7        |          |  |  |              |                  |              |              |              |  |  |                  |               |               |               |               |  |  |            |            |            |            |            |

## Dameneinzel

### Setzliste
1-2  Lene Køppen

1-2  Karen Bridge

3-4  Verawaty Wiharjo

3-4  Ivanna Lie

5-8  Gillian Gilks

5-8  Saori Kondō

5-8  Yoshiko Yonekura

5-8  Hiroe Yuki

### 1. Runde
- Kirsten Larsen –  Gillian Gilks: 	11-4 / 11-6
- Nicola Bewley –  Helen Troke: 	2-11 / 11-7 / 11-9
- Ami Ghia –  Eva Twedberg: 	11-5 / 11-1
- Mikiko Takada –  Jane Youngberg: 	12-10 / 11-0
- Saori Kondo –  Gillian Clark: 	11-2 / 11-4
- Diane Simpson –  Chen Yuk-jen: 	11-3 / 11-1
- Diane Underwood –  Utami Kinard: 	12-10 / 11-4
- Julie McDonald –  Susanne Berg: 	w.o.
- Hitomi Ishida –  Johanne Falardeau: 	11-5 / 11-7
- Joke van Beusekom –  Anette Börjesson: 	11-3 / 11-3
- Pia Nielsen –  Barbara Beckett: 	4-11 / 11-9 / 11-6
- Karen Beckman –  Pamela Hamilton: 	11-2 / 12-10
- Lin Shiew-ying –  Paula Kilvington: 	12-9 / 11-4
- Agnethe Juul –  Rikke von Sørensen: 	w.o.
- Tjan So Gwan –  Amita Kulkarni: 	11-0 / 11-6
- Yoshiko Yonekura –  Else Thoresen: 	12-10 / 11-3

### Sektion 1
|  | 2. Runde | 2. Runde                   | 2. Runde | 2. Runde | 2. Runde |  |  | Achtelfinale | Achtelfinale     | Achtelfinale | Achtelfinale | Achtelfinale |  |  | Viertelfinale  | Viertelfinale | Viertelfinale | Viertelfinale | Viertelfinale |  |  | Halbfinale | Halbfinale | Halbfinale | Halbfinale | Halbfinale |
|  |          |                            |          |          |          |  |  |              |                  |              |              |              |  |  |                |               |               |               |               |  |  |            |            |            |            |            |
|  |          | Lene Køppen                | 11       | 11       |          |  |  |              |                  |              |              |              |  |  |                |               |               |               |               |  |  |            |            |            |            |            |
|  |          | Marie-Luise Schulta-Jansen | 2        | 0        |          |  |  |              | Lene Køppen      | 11           | 11           |              |  |  |                |               |               |               |               |  |  |            |            |            |            |            |
|  |          | Sally Leadbeater           |          |          |          |  |  |              | Sally Leadbeater | 1            | 4            |              |  |  |                |               |               |               |               |  |  |            |            |            |            |            |
|  |          |                            |          |          |          |  |  |              |                  |              |              |              |  |  | Lene Køppen    | 11            | 11            |               |               |  |  |            |            |            |            |            |
|  |          | Ivanna Lie                 | 11       | 11       |          |  |  |              |                  |              |              |              |  |  | Ivanna Lie     | 1             | 1             |               |               |  |  |            |            |            |            |            |
|  |          | Kathleen Redhead           | 3        | 1        |          |  |  |              | Ivanna Lie       | 9            | 11           | 11           |  |  |                |               |               |               |               |  |  |            |            |            |            |            |
|  |          | Wendy Carter               | 12       | 12       |          |  |  |              | Wendy Carter     | 12           | 6            | 6            |  |  |                |               |               |               |               |  |  |            |            |            |            |            |
|  |          | Marjan Ridder              | 10       | 11       |          |  |  |              |                  |              |              |              |  |  | Lene Køppen    | 11            | 11            |               |               |  |  |            |            |            |            |            |
|  |          | Kirsten Larsen             | 11       | 11       |          |  |  |              |                  |              |              |              |  |  | Kirsten Larsen | 0             | 0             |               |               |  |  |            |            |            |            |            |
|  |          | Nicola Bewley              | 2        | 1        |          |  |  |              | Kirsten Larsen   | 11           | 11           |              |  |  |                |               |               |               |               |  |  |            |            |            |            |            |
|  |          | Ami Ghia                   |          |          |          |  |  |              | Ami Ghia         | 7            | 0            |              |  |  |                |               |               |               |               |  |  |            |            |            |            |            |
|  |          | Mikiko Takada              |          |          |          |  |  |              |                  |              |              |              |  |  | Kirsten Larsen | 11            | 11            |               |               |  |  |            |            |            |            |            |
|  |          | Saori Kondo                | 11       | 11       |          |  |  |              |                  |              |              |              |  |  | Saori Kondo    | 5             | 9             |               |               |  |  |            |            |            |            |            |
|  |          | Diane Simpson              | 0        | 1        |          |  |  |              | Saori Kondo      | 11           | 11           |              |  |  |                |               |               |               |               |  |  |            |            |            |            |            |
|  |          | Julie McDonald             | 11       | 11       |          |  |  |              | Julie McDonald   | 7            | 6            |              |  |  |                |               |               |               |               |  |  |            |            |            |            |            |
|  |          | Diane Underwood            | 7        | 7        |          |  |  |              |                  |              |              |              |  |  |                |               |               |               |               |  |  |            |            |            |            |            |

### Sektion 2
|  | 2. Runde | 2. Runde          | 2. Runde | 2. Runde | 2. Runde |  |  | Achtelfinale | Achtelfinale     | Achtelfinale | Achtelfinale | Achtelfinale |  |  | Viertelfinale    | Viertelfinale | Viertelfinale | Viertelfinale | Viertelfinale |  |  | Halbfinale | Halbfinale | Halbfinale | Halbfinale | Halbfinale |
|  |          |                   |          |          |          |  |  |              |                  |              |              |              |  |  |                  |               |               |               |               |  |  |            |            |            |            |            |
|  |          | Verawaty Wiharjo  | 11       | 11       |          |  |  |              |                  |              |              |              |  |  |                  |               |               |               |               |  |  |            |            |            |            |            |
|  |          | Sandra Skillings  | 3        | 0        |          |  |  |              | Verawaty Wiharjo | 11           | 11           |              |  |  |                  |               |               |               |               |  |  |            |            |            |            |            |
|  |          | Hanke de Kort     | 11       | 11       |          |  |  |              | Hanke de Kort    | 3            | 5            |              |  |  |                  |               |               |               |               |  |  |            |            |            |            |            |
|  |          | Ingrid Morsch     | 1        | 5        |          |  |  |              |                  |              |              |              |  |  | Verawaty Wiharjo | 11            | 11            |               |               |  |  |            |            |            |            |            |
|  |          | Hiroe Yuki        | 11       | 11       |          |  |  |              |                  |              |              |              |  |  | Hiroe Yuki       | 6             | 6             |               |               |  |  |            |            |            |            |            |
|  |          | Claire Backhouse  | 1        | 6        |          |  |  |              | Hiroe Yuki       | 11           | 11           |              |  |  |                  |               |               |               |               |  |  |            |            |            |            |            |
|  |          | Jane Webster      | 11       | 11       |          |  |  |              | Jane Webster     | 5            | 1            |              |  |  |                  |               |               |               |               |  |  |            |            |            |            |            |
|  |          | Lonny Bostofte    | 7        | 7        |          |  |  |              |                  |              |              |              |  |  | Verawaty Wiharjo | 11            | 11            |               |               |  |  |            |            |            |            |            |
|  |          | Yoshiko Yonekura  | 11       | 11       |          |  |  |              |                  |              |              |              |  |  | Yoshiko Yonekura | 4             | 9             |               |               |  |  |            |            |            |            |            |
|  |          | Tjan So Gwan      | 2        | 0        |          |  |  |              | Yoshiko Yonekura | 11           | 11           |              |  |  |                  |               |               |               |               |  |  |            |            |            |            |            |
|  |          | Agnethe Juul      | 11       | 11       |          |  |  |              | Agnethe Juul     | 1            | 3            |              |  |  |                  |               |               |               |               |  |  |            |            |            |            |            |
|  |          | Lin Shiew-ying    | 7        | 7        |          |  |  |              |                  |              |              |              |  |  | Yoshiko Yonekura | 6             | 11            | 11            |               |  |  |            |            |            |            |            |
|  |          | Karen Bridge      | 12       | 11       |          |  |  |              |                  |              |              |              |  |  | Karen Bridge     | 11            | 0             | 2             |               |  |  |            |            |            |            |            |
|  |          | Pia Nielsen       | 10       | 3        |          |  |  |              | Karen Bridge     | 11           | 11           |              |  |  |                  |               |               |               |               |  |  |            |            |            |            |            |
|  |          | Hitomi Ishida     | 11       | 11       |          |  |  |              | Hitomi Ishida    | 7            | 7            |              |  |  |                  |               |               |               |               |  |  |            |            |            |            |            |
|  |          | Joke van Beusekom | 7        | 7        |          |  |  |              |                  |              |              |              |  |  |                  |               |               |               |               |  |  |            |            |            |            |            |

## Herrendoppel

### 1. Runde
- Flemming Delfs /  Steen Skovgaard –  Kenn H. Nielsen /  Jens Peter Nierhoff: 15-5 / 15-13
- Hadibowo /  Bobby Ertanto –  Mark Harry /  Paul Kong: 11-15 / 15-13 / 15-12
- Misbun Sidek /  Ong Teong Boon –  M. J. Murray /  John Stretch: 15-1 / 15-4
- Hiroyuki Hasegawa /  Toshihiro Tsuji –  Duncan Bridge /  Tim Stokes: 7-15 / 15-7 / 15-10
- Ray Stevens /  Mike Tredgett –  Chung Tsung-lieh /  Hwang Chien-tung: 15-5 / 15-7
- Billy Gilliland /  Dan Travers –  Torben Nielsen /  Gert Helsholt: 15-5 / 15-1
- Pat Tryon /  Bob MacDougall –  Prakash Padukone /  Syed Modi: w.o.
- Nick Goode /  Nigel Tier –  Michael Schnaase /  Karl-Heinz Zwiebler: 15-10 / 15-2
- Christopher Back /  Nick Yates –  Fraser Gow /  Anthony Gallagher: 15-12 / 15-6
- Ho Khim Soon /  Abu Bakar Sufian –  Paul Whetnall /  Michael Wilks: 15-11 / 14-18 / 17-14
- Partho Ganguli /  Madhur Bezbora –  Clifford McIlwaine /  Frazer Evans: 15-6 / 13-18 / 15-10
- Hariamanto Kartono /  Rudy Heryanto –  Peter Bullivant /  Elliot Stuart: 15-11 / 15-9
- Jørgen Mortensen /  Jan Hammergaard Hansen –  G M Reeves /  Steve Yiend: 15-7 / 15-6
- Jalani Sidek /  Razif Sidek –  David deBelle /  Paul Johnson: 15-10 / 7-15 / 15-6
- Andy Goode /  Gary Scott –  Steve Stranks /  Simon Wootton: 15-11 / 15-8
- Bengt Fröman /  Thomas Kihlström –  Steve Baddeley /  John Cocker: 15-5 / 15-5

### 2. Runde
- Christian Hadinata /  Ade Chandra –  Herman Leidelmeijer /  Guus van der Vlugt: 15-7 / 15-9
- Mats Olsson /  Lars Wengberg –  Gary Roberts /  Philip Toler: 15-10 / 15-8
- Masao Tsuchida /  Yoshitaka Iino –  Georg Simon /  Olaf Rosenow: 15-4 / 15-5
- Mogens Neergaard /  Kenneth Larsen –  David Eddy /  Eddy Sutton: 15-5 / 15-5
- Flemming Delfs /  Steen Skovgaard –  Hadibowo /  Bobby Ertanto: 15-8 / 15-9
- Misbun Sidek /  Ong Teong Boon –  Hiroyuki Hasegawa /  Toshihiro Tsuji: 11-15 / 17-15 / 15-5
- Ray Stevens /  Mike Tredgett –  Billy Gilliland /  Dan Travers: 15-10 / 15-9
- Pat Tryon /  Bob MacDougall –  Nick Goode /  Nigel Tier: 15-6 / 15-12
- Christopher Back /  Nick Yates –  Ho Khim Soon /  Abu Bakar Sufian: 15-1 / 15-9
- Hariamanto Kartono /  Rudy Heryanto –  Partho Ganguli /  Madhur Bezbora: 15-3 / 15-3
- Jalani Sidek /  Razif Sidek –  Jørgen Mortensen /  Jan Hammergaard Hansen: 15-3 / 15-0
- Bengt Fröman /  Thomas Kihlström –  Andy Goode /  Gary Scott: 15-12 / 15-4
- Morten Frost /  Steen Fladberg –  Ulf Johansson /  Torbjörn Pettersson: 15-8 / 15-6
- Nobutaka Ikeda /  Mikio Ozaki –  Rob Ridder /  Piet Ridder: 15-6 / 15-8
- Derek Talbot /  Kevin Jolly –  Ulrich Rost /  Bernd Wessels: 15-7 / 16-18 / 15-8
- Tjun Tjun /  Johan Wahjudi –  Martin Dew /  Ray Rofe: 15-4 / 15-7

### Achtelfinale
- Christian Hadinata /  Ade Chandra –  Mats Olsson /  Lars Wengberg: 18-13 / 15-9
- Masao Tsuchida /  Yoshitaka Iino –  Mogens Neergaard /  Kenneth Larsen: 15-10 / 13-15 / 15-8
- Flemming Delfs /  Steen Skovgaard –  Misbun Sidek /  Ong Teong Boon: 15-10 / 15-12
- Ray Stevens /  Mike Tredgett –  Pat Tryon /  Bob MacDougall: 15-2 / 15-6
- Hariamanto Kartono /  Rudy Heryanto –  Christopher Back /  Nick Yates: 15-7 / 15-6
- Jalani Sidek /  Razif Sidek –  Bengt Fröman /  Thomas Kihlström: 14-17 / 15-4 / 15-11
- Morten Frost /  Steen Fladberg –  Nobutaka Ikeda /  Mikio Ozaki: 15-1 / 15-6
- Tjun Tjun /  Johan Wahjudi –  Derek Talbot /  Kevin Jolly: 15-1 / 15-4

### Viertelfinale
- Christian Hadinata /  Ade Chandra –  Masao Tsuchida /  Yoshitaka Iino: 15-9 / 15-8
- Ray Stevens /  Mike Tredgett –  Flemming Delfs /  Steen Skovgaard: 11-15 / 15-12 / 15-11
- Jalani Sidek /  Razif Sidek –  Hariamanto Kartono /  Rudy Heryanto: 10-15 / 17-14 / 15-4
- Tjun Tjun /  Johan Wahjudi –  Morten Frost /  Steen Fladberg: 15-1 / 15-5

### Halbfinale
- Ray Stevens /  Mike Tredgett –  Christian Hadinata /  Ade Chandra: 15-6 / 15-12
- Tjun Tjun /  Johan Wahjudi –  Jalani Sidek /  Razif Sidek: 15-11 / 15-4

### Finale
- Tjun Tjun /  Johan Wahjudi –  Ray Stevens /  Mike Tredgett: 10-15 / 15-9 / 15-10

## Damendoppel

### 1. Runde
- Verawaty Fajrin /  Imelda Wiguna –  Susanne Berg /  Pia Nielsen: 15-5 / 15-8
- Barbara Beckett /  Else Thoresen –  Linda Gardner /  Christine Heatly: 15-5 / 15-7
- Jane Youngberg /  Claire Backhouse –  Mary Leeves /  Sara Leeves: 15-2 / 15-18 / 15-4
- Gillian Clark /  Sally Podger –  E. B. Nielsen /  Hazel Wickson: 15-6 / 15-9
- Yoshiko Yonekura /  Atsuko Tokuda –  Diane Simpson /  L. M. Whitaker: 15-3 / 15-5
- Susan Whetnall /  Paula Kilvington –  Lin Shiew-ying /  Chen Yuk-jen: 15-1 / 13-15 / 15-6
- Joke van Beusekom /  Marjan Ridder –  Jane Webster /  Karen Chapman: 11-15 / 15-12 / 15-12
- Susanne Mølgaard Hansen /  Kirsten Larsen –  Marie-Luise Schulta-Jansen /  Ingrid Morsch: 1-15 / 15-9 / 15-10
- Karen Beckman /  Barbara Sutton –  Lonny Bostofte /  Jette Boyer: 15-7 / 15-5
- Ivanna Lie /  Tjan So Gwan –  Bridget Cooper /  R. Heywood: 15-0 / 15-8
- Pamela Hamilton /  Alison Bryson –  Anette Börjesson /  Eva Twedberg: 15-12 / 15-12
- Saori Kondo /  Mikiko Takada –  Ami Ghia /  Morin D’Souza: 15-4 / 15-1
- Inge Borgstrøm /  Anne Skovgaard –  Gitte Nielsen /  Jytte Haslund: 15-10 / 15-9
- Wendy Carter /  Johanne Falardeau –  Hiroe Yuki /  Hitomi Ishida: w.o.
- Kathleen Redhead /  Suzanne Martin –  Sandra Skillings /  Hanke de Kort: 15-11 / 15-9
- Gillian Gilks /  Nora Perry –  J. C. Lord /  Jill Pringle: 15-0 / 15-1

### Achtelfinale
- Verawaty Fajrin /  Imelda Wiguna –  Barbara Beckett /  Else Thoresen: 15-7 / 15-9
- Jane Youngberg /  Claire Backhouse –  Gillian Clark /  Sally Podger: 15-11 / 7-15 / 15-7
- Yoshiko Yonekura /  Atsuko Tokuda –  Susan Whetnall /  Paula Kilvington: 15-5 / 15-3
- Joke van Beusekom /  Marjan Ridder –  Susanne Mølgaard Hansen /  Kirsten Larsen: 15-9 / 15-6
- Ivanna Lie /  Tjan So Gwan –  Karen Beckman /  Barbara Sutton: 15-7 / 15-10
- Saori Kondo /  Mikiko Takada –  Pamela Hamilton /  Alison Bryson: 15-1 / 15-3
- Inge Borgstrøm /  Anne Skovgaard –  Wendy Carter /  Johanne Falardeau: 18-13 / 6-15 / 15-11
- Gillian Gilks /  Nora Perry –  Kathleen Redhead /  Suzanne Martin: 15-3 / 15-5

### Viertelfinale
- Verawaty Fajrin /  Imelda Wiguna –  Jane Youngberg /  Claire Backhouse: 15-6 / 15-2
- Yoshiko Yonekura /  Atsuko Tokuda –  Joke van Beusekom /  Marjan Ridder: 15-10 / 15-9
- Saori Kondo /  Mikiko Takada –  Ivanna Lie /  Tjan So Gwan: 15-9 / 18-15
- Gillian Gilks /  Nora Perry –  Inge Borgstrøm /  Anne Skovgaard: 15-2 / 15-1

### Halbfinale
- Yoshiko Yonekura /  Atsuko Tokuda –  Verawaty Fajrin /  Imelda Wiguna: 15-11 / 17-16
- Gillian Gilks /  Nora Perry –  Saori Kondo /  Mikiko Takada: 15-5 / 15-5

### Finale
- Gillian Gilks /  Nora Perry –  Yoshiko Yonekura /  Atsuko Tokuda: 11-15 / 15-7 / 15-6

## Mixed

### 1. Runde
- Steen Skovgaard /  Lene Køppen –  Tim Stokes /  Kathy Tredgett: 15-9 / 15-8
- Nick Yates /  Gillian Clark –  Christopher Back /  Diane Simpson: 18-16 / 8-15 / 17-16
- Paul Kong /  Julie McDonald –  Steve Yiend /  J. C. Lord: 15-5 / 15-7
- Gary Scott /  Karen Beckman –  Karl-Heinz Zwiebler /  Else Thoresen: 15-5 / 15-12
- Billy Gilliland /  Christine Heatly –  Jens Peter Nierhoff /  Susanne Mølgaard Hansen: 15-2 / 15-14
- Eddy Sutton /  Jane Webster –  Herman Leidelmeijer /  Hanke de Kort: 15-11 / 15-7
- Mogens Neergaard /  Jette Boyer –  Michael Wilks /  Sally Podger: 15-7 / 4-15 / 15-9
- Peter Emptage /  Andi Stretch –  L. W. Steeden /  R. L. Martin: 15-5 / 7-15 / 15-4
- Stephen Jordan /  Patricia Wallis –  Clifford McIlwaine /  Diane Underwood: 12-15 / 15-7 / 15-6
- David Eddy /  Barbara Sutton –  Fraser Gow /  Linda Gardner: 15-11 / 15-0
- Paul Whetnall /  Susan Whetnall –  Steve Baddeley /  Paula Kilvington: 15-7 / 18-13
- Svend Pri /  Gillian Gilks –  Chris Bacon /  Linda Darken: 15-7 / 15-2
- Mike Cattermole /  Nicola Bewley –  C. A. Martin /  B. L. Jackson: 5-15 / 15-9 / 15-3
- Jan Hammergaard Hansen /  Inge Borgstrøm –  Brian Wallwork /  Bridget Cooper: 9-15 / 15-11 / 15-10
- Ray Rofe /  Kathleen Redhead –  Duncan Bridge /  Sara Leeves: 15-5 / 15-9
- Hariamanto Kartono /  Tjan So Gwan –  Michael Schnaase /  Ingrid Morsch: 15-8 / 17-14

### 2. Runde
- Christian Hadinata /  Imelda Wiguna –  Paul Johnson /  Claire Backhouse: 15-9 / 15-9
- Lars Wengberg /  Anette Börjesson –  Philip Toler /  Wendy Poulton: 4-15 / 17-15 / 15-8
- Derek Talbot /  Karen Chapman –  Steen Fladberg /  Pia Nielsen: 18-16 / 15-2
- John Cocker /  R. Heywood –  Anthony Gallagher /  Alison Bryson: 15-4 / 15-12
- Steen Skovgaard /  Lene Køppen –  Nick Yates /  Gillian Clark: 15-6 / 15-6
- Gary Scott /  Karen Beckman –  Paul Kong /  Julie McDonald: 15-10 / 17-14
- Billy Gilliland /  Christine Heatly –  Eddy Sutton /  Jane Webster: 15-10 / 18-16
- Mogens Neergaard /  Jette Boyer –  Peter Emptage /  Andi Stretch: 15-11 / 15-9
- David Eddy /  Barbara Sutton –  Stephen Jordan /  Patricia Wallis: 15-11 / 15-9
- Svend Pri /  Gillian Gilks –  Paul Whetnall /  Susan Whetnall: 15-7 / 15-8
- Jan Hammergaard Hansen /  Inge Borgstrøm –  Mike Cattermole /  Nicola Bewley: w.o.
- Hariamanto Kartono /  Tjan So Gwan –  Ray Rofe /  Kathleen Redhead: 15-12 / 15-13
- Kenneth Larsen /  H. Goldberg –  Olaf Rosenow /  Marie-Luise Schulta-Jansen: 15-4 / 15-3
- Ray Stevens /  Anne Skovgaard –  Andy Goode /  Suzanne Martin: 15-13 / 15-12
- Rob Ridder /  Marjan Ridder –  Partho Ganguli /  Ami Ghia: 15-5 / 15-12
- Mike Tredgett /  Nora Perry –  Dan Travers /  Pamela Hamilton: 15-5 / 15-9

### Achtelfinale
- Christian Hadinata /  Imelda Wiguna –  Lars Wengberg /  Anette Börjesson: 15-4 / 15-4
- Derek Talbot /  Karen Chapman –  John Cocker /  R. Heywood: 15-5 / 15-5
- Steen Skovgaard /  Lene Køppen –  Gary Scott /  Karen Beckman: 15-10 / 15-9
- Billy Gilliland /  Christine Heatly –  Mogens Neergaard /  Jette Boyer: 15-10 / 15-7
- David Eddy /  Barbara Sutton –  Svend Pri /  Gillian Gilks: 15-5 / 15-4
- Hariamanto Kartono /  Tjan So Gwan –  Jan Hammergaard Hansen /  Inge Borgstrøm: 15-12 / 13-15 / 15-8
- Ray Stevens /  Anne Skovgaard –  Kenneth Larsen /  H. Goldberg: 15-11 / 15-6
- Mike Tredgett /  Nora Perry –  Rob Ridder /  Marjan Ridder: 15-2 / 18-13

### Viertelfinale
- Christian Hadinata /  Imelda Wiguna –  Derek Talbot /  Karen Chapman: 15-5 / 15-12
- Steen Skovgaard /  Lene Køppen –  Billy Gilliland /  Christine Heatly: 17-16 / 17-15
- Hariamanto Kartono /  Tjan So Gwan –  David Eddy /  Barbara Sutton: 15-10 / 15-6
- Mike Tredgett /  Nora Perry –  Ray Stevens /  Anne Skovgaard: 15-6 / 15-3

### Halbfinale
- Christian Hadinata /  Imelda Wiguna –  Steen Skovgaard /  Lene Køppen: 10-15 / 15-11 / 15-12
- Mike Tredgett /  Nora Perry –  Hariamanto Kartono /  Tjan So Gwan: 15-7 / 15-9

### Finale
- Mike Tredgett /  Nora Perry –  Christian Hadinata /  Imelda Wiguna: 18-13 / 15-10